# Отелло (фильм, 1986)
«Оте́лло» (итал. Otello) — художественный кинофильм-опера, поставленный в 1986 году режиссёром Франко Дзеффирелли, экранизация одноимённой оперы Джузеппе Верди.

## Сюжет
Фильм-опера, экранизация одноимённой оперы Джузеппе Верди. Музыкальная трагедия. Отелло — воин и прославленный в битвах герой, но доверчивый человек и ревнивый муж, страстно влюблённый в свою красавицу-жену, кроткую и чистую Дездемону. Яго, коварно попирающий все нравственные законы, убеждает Отелло в неверности супруги… Трагедия, поражающая правдивостью и глубиной воплощения человеческих характеров. С необычайной рельефностью и драматической силой созданы музыкальные портреты в опере Верди — одного из поздних шедевров композитора.

## В ролях
- Пласидо Доминго — Отелло, благородный мавр, полководец венецианской армии
- Катя Риччарелли — Дездемона, его супруга
- Хустино Диас — Яго, мичман
- Урбано Барберини — Кассио, начальник эскадры
- Петра Малакова — Эмилия, жена Яго
- Серджо Николаи — Родриго, венецианский патриций
- Эдвин Френсис — Монтано, предшественник Отелло в управлении островом Кипр
- Массимо Фоски — Лодовико, посланник Венецианской Республики

## Музыканты
- Хор и оркестр театра Ла Скала
- Дирижёр — Лорин Маазель

## Съёмочная группа
- Продюсеры: Йорам Глобус, Менахем Голан, Джон Томпсон
- Режиссёр: Франко Дзеффирелли
- Композитор: Джузеппе Верди
- Сценаристы: Арриго Бойто (автор либретто оперы), Уильям Шекспир (автор пьесы)
- Оператор: Эннио Гварньери
- Монтаж: Франка Сильви, Питер Тейлор
- Художники по костюмам: Маурицио Милленотти, Анна Анни

## Издание на видео
- Неоднократно выпускался на DVD.